# Корсар (балет)
„Корсар“ е балет в 3 действия и 5 картини по музика на Адолф Адам, хореография на Жозеф Мазилие и либрето на Жул-Анри Верноа дьо Сен-Жорж, базирано на едноименната поема на Байрон.
Първото представление е на 23 януари 1856 г. на сцената на Пале Гарние в Париж. Повечето съвременни постановки използват редакциите на Мариус Петипа, правени за Имперския балет в Санкт Петербург.
Балетът се състои от три действия, но повече се изпълняват части от него – най-вече сцената в Оживялата градина, Па-дьо-дьо на Гюлнара и Ланкедем, Па-дьо-троа на одалиските и класическото Па-дьо-дьо а троа на Медора, Али и Конрад.

## Сюжет
Действащи лица
- Конрад – корсар (пират)
- Бирбанто – приятел на Конрад, пират
- Али – прислужник на Конрад
- Медора – робиня
- Гюлнара – робиня
- Исак Ланкедем – търговец на роби
- Саид паша – местен велможа
- пирати, робини

Пролог
Пиратът Конрад и приятелят му Бирбанто отплават с кораба им към Турция.
Първо действие – На пазара
Конрад и Бирбанто пристигат на пазара за роби, където Ланкедем продава млади момичета робини. Конрад вижда красивата робиня Медора и се влюбва в нея от пръв поглед. Фанфари оповестяват пристигането на Саид паша, на който Ланкедем предлага три робини, но и трите са отхвърлни. Търговецът тогава предлага четвърта – красивата Гюлнара, която пашата купува. Следва Медора, която пашата също купува. Конрад заповядва на прислужника си да открадне Медора, а пиратите атакуват селото и отвличат Ланкедем.
Второ действие – В пещерата
Конрад показва на Медора пещерата, в която лагерува. Бирбанто вика пиратите, които носят плячката си и водят Ленкедем и робините. Медора, Конрад и прислужникът му танцуват, за да забавляват останалите. Медора моли Конрад в името на любовта им да освободи всички робини. Конрад се съгласява, но Бирбанто се противопоставя на идеята и се опитва да вдигне бунт срещу Конрад. Бунтът е неуспешен, но Бирбанто не се е отказал от намернията си. С помощта на Ланкедем той дава на Медора роза, напръскана с опиат, която тя дава на Конрад. Корсарят е упоен и заспива дълбоко. Пиратите се връщат в пещерата и се опитват да отвлекат Медора, която се съпротивлява и успява да наръга Бирбанто с кама в ръката. В суматохата Ланкедем отлича момичето и избягва. Бирбанто е готов да убие Конрад, но планът му е осуетен от прислужника на Конрад. Конрад се събужда и открива, че Медора липсва. Бирбанто се преструва на невинен и се кълне във вярност на съкрушения Конрад.
Трето действие – В двореца на Саид паша
Първа картина – Гюлнара забавлява пашата, когато пристига Ланкедем със забулената Медора. Саид паша е доволен, че робинята е хваната и обявява, че ще я направи своя жена.
Втора картина – Оживялата градина – Саид паша сънува всичките си жени в красива градина.
Трета картина – Сънят на пашата е прекъснат от появата на Конрад, Бирбанто и пиратите, преблечени като поклонници. Саид паша ги кани в двореца си. Медора разпознава Конрад. Пиратите се разкриват, настава суматоха и пашата избягва заедно с телохранителите и жените си. Пиратите ликуват. Бирбанто тръгва да преследва Гюлнара, но е видян от Медора и Конрад. Медора разкрива предателството на Бирбанто и Конрад го убива. С помощта на прислужника си Конрад избягва с Медора и Гюлнара и се връща на кораба си.
Четвърта картина – Бурята – Пиратският кораб плава в тихо море. Конрад държи Медора в обятията си. Изведнъж се издига буря и небето е разкъсано от светкавици. Силният вятър къса платната, а мачтата е прекършена на две. Корабът потъва в бурното море.
Епилог
Вятърът утихва и морето се успокоява. Луната изгрява в небето и осветява Конрад и Медора, които по чудо са успели да се задържат на една скала, невредими. И двамата отправят благодарност към провидението за спасението си, което е доказателство за силата и чистотата на любовта им.

### Сюжет на постановката в Софийската опера
Сюжетът на софийската постановка на Елдар Алиев като цяло следва оригиналния с някои промени. Балетът е поставен в две действия и шест картини.
Пролог
След буря и ураган корабът на корсарите плува с издути платна по посока източното крайбрежие.
Първо действие
Първа картина – Пазарният площад
Корсарите, заедно със своите приятелки, и начело с Конрад пристигат на пазарния площад в Адрианопол. Фанфарите известяват приближаването към площада на богатия и влиятелен Сеид паша, който се готви да направи нови покупки за попълване на своя харем. Знаейки за стиснатостта на пашата, Конрад предлага на приятелите си преди пристигането на процесията да се преоблекат в купувачи и те самите, участвайки в търга, да завишават цените на предлаганите девойки.
Сеид Паша със своята свита и съпровождащият го търговец на роби Исак Ланкедем се появява на площада. Първо Ланкедем предлага на Сеид Паша Гюлнара – безгрижна красавица с неизчерпаема енергия, която той купува, спазарявайки се с Ланкедем. Следващата, която Ланкедем извежда на площада, е девойка с ослепителна красота – гъркинята Медора. Сеид Паша, както и всички наоколо, е потресен от нейната красота.
Реалният свят престава да съществува за срещналите се погледи на Медора и Конрад. В знак на внезапно пламналата в сърцата на младите любов, Конрад подарява на Медора за късмет гривна-амулет, която сега ще пази Медора и ще ѝ носи щастие. В света на действителността влюбените не връща нито Сеид паша, който, без да се пазари, купува Медора за своя харем, нито скриващата се от погледа пищна процесия.
Търговете са приключени, пазарният площад запустява. Последни я напускат корсарите.
Втора картина – Крайбрежната пещера
Връщайки се в пещерата, обиталището на корсарите, Конрад, дотогава неизпитвал чувство на любов, е потресен от случващото се с него и моли приятелите си да го оставят сам. В мечти за Медора, той заспива.
Трета картина – Оживялата градина
На Конрад му се присънва вълшебна цъфтяща градина, където той и Медора се опияняват от своите чувства, щастливи и безгрижни.
Четвърта картина – Крайбрежната пещера
Пробуждайки се от сладкия си сън, Конрад разбира, че животът му без Медора вече е немислим и той се кълне, че на всяка цена ще я намери, за да не се разделя никога вече с нея.
Второ действие
Пета картина – Палатът на Сеид паша
Радост и веселие царят в харема на Сеид паша. Жените, в числото на които сега е и Гюлнара, се готвят за идването на своя господар. Само Медора е тъжна и печална: нямайки сили да забрави прекрасния Конрад, тя му посвещава своите мисли и чувства. Приятелките ѝ молят Медора да сподели с тях своята печал, а също и да им каже за гривната, с която никога не се разделя. Медора разказва на приятелките си за непознатия, внезапно пробудил в нея чувство на любов, но среща с когото повече не ѝ е писана, а да забрави за него не е по силите ѝ.
Пристигането на Сеид паша внася суета в харема. Цялото внимание на Сеид паша е приковано към Медора, с появата на която в харема Сеид паша е изгубил всякакъв интерес към останалите си жени. Не обръщайки внимание на това, Гюлнара се опитва да отвлече вниманието на Сеид паша от Медора с танци на прекрасни одалиски, които успяват да потопят Сеид паша в сън и под съпровода на Гюлнара го отвеждат в неговите покои.
Полунощ. Медора остава сама и няма сили да не мисли за своя възлюбен. Конрад тайно прониква в палата на Сеид паша, където се намира Медора. Щастието на влюбените е безпределно, но, чувайки шума, се появява Гюлнара. Медора изпада в пълно отчаяние, разбирайки цялата безизходица на своето положение: стига само Сеид паша да научи за изчезването ѝ, той незабавно ще тръгне да преследва влюбените със стражи и тогава Конрад ще го грози неминуема гибел.
Гюлнара предлага своя план: ако се преоблече в одеждите на Медора, Гюлнара ще се погрижи своевременно да отвлече вниманието на Сеид паша и така ще даде възможност на влюбените да спечелят време и да се скрият от по-нататъшно преследване. Медора и Конрад напускат палата, а Гюлнара, в дрехите на Медора, остава сама в очакване на нощното посещение на Сеид паша.
С идването на Сеид паша Гюлнара, проявявайки мъдрост и съобразителност, осъществява с успех замисленото, с което съпътства съединението на влюбените сърца на Медора и Конрад.
Шеста картина – Крайбрежната пещера
Корсарите посрещат Конрад и възлюбената му Медора и ги развличат със своите танци. Влюбените са щастливи и се заклеват един на друг, че ще бъдат заедно до края на дните си.
Епилог
Медора и Конрад летят с вятър в платната към своето щастие.

## Оригинална постановка
Премиерата е на 23 януари 1856 г. Балетмайстор – Мазилие; художници – Е. Деплешен, Ш. Камбон, Ж. Тиери и Мартен. В ролите – Каролина Розати и Доменико Сегарели.
„Корсар“ е създаден за известната италианска балерина Каролина Розати, тогава прима на Парижката опера. Ролята на Конрад няма танци, тъй като е създадена за балетиста Доменико Сегарели, известен със своите превъзходни театрални качества. Танците са добавени в последващи редакции.

## Последващи редакции

### Редакции на Петипа
Първата постановка на балета в Русия е на Жул Перо през 1858 г. на сцената на Болшой театър в Санкт Петербург. В ролите: Медора - Екатерина Фридбург, Конрад – младият Мариус Петипа, Саид Паша - Жул Перо, Исак Ланкедем - А. Пишо, Бирбанто - Фредерик Малаверн, Гюлнара - Любов Радина. Частично е използвана и хореогафията на Мазилие. Петипа помага на Перо при репетициите и още тогава прави промени в някои танци. Добавя танца на робите, първоначално част от авторския му балет „Розата, виолетката и пеперудата“ по музика на херцог Пьотър Олденбургски.
През дългата си кариера на първи балетмайстор Петипа прави четири редакции на балета, като всеки път добавя нови танци и вариации.
Първата редакция е направена през 1863 г. за съпругата му – примабалерината Мария Суровшчикова-Петипа и нейния сценичен партньор Кристиян Йохансон. Премиерата на тази постановка е на 24 януари (5 февруари) 1863 г. Музиката е редактирана и допълнена от Цезар Пуни. Според някои източници „Танцът на робите“ е добавен в тази преработка.
През 1867 г. Мазилие поставя отново балета по случай Световното изложение в Париж същата година Адел Гранцова изпълнява ролята на Медора. Лео Делиб, ученик на Адам, композира допълнение за „Танца на цветята“, специално за Гранцова. Премиерата е на 21 октомври 1867 г. и се радва на тридесет и седем представления, но след напускането на балерината следващата година, балетът е изваден от репертоара на операта.
През зимата на 1867 г. Гранцова е поканена от император Александър II на гастрол в Санкт Петербург. За нейния дебют Петипа поставя „Корсар“ (премиерата е на 6 февруари 1868 г.). И за тази постановка Цезар Пуни добавя нова музика, като е запазен и „Танцът на цветята“ от парижката постановка.
Третата ревизия на Петипа е направена специално за руската балерина Евгения Соколова. Премиерата е на 10 (22) ноември 1880 г.
Последната и най-важна редакция на Петипа е поставена за бенефиса на Пиерина Леняни, примабалерина асолута, на 13 (25) януари 1899 г. Олга Преображенска изпълнява ролята на Гюлнара, а Павел Гердт – на Конрад. За тази постановка е добавен валс и адажио по музика на Рикардо Дриго.
Днес на сцената на Мариинския театър се играе редакцията на Пьотър Гусев от 1987 г.

### Постановки в Москва
През март 1858 г. Петипа поставя версията на Перо на сцената на Болшой театър в Москва.
През ноември същата година е поставена постановката на Фредерик Малаверн. Балетът става основна част от репертоара на Болшой. През 1888 г. Петипа прави нова постановка, която жъне огромен успех. През 1894 г. първият хореограф на Болшой Иван Клустин поставя своя версия (премиера на 9/22 март), която обаче Петипа приема за плагиатство.
На 12 (25) януари 1912 г. първият балетмайстор Александър Горски поставя собствена редакция в три действия и седем картини. В главните роли са Екатерина Гелцер и Василий Тихомиров. Музиката е основно обновена като са добавени произведения на Григ, Антон Рубинщайн, Рейнхолд Гриер, Карл Голдмарк, Шопен, Чайковски, Дворжак. Най-известната добавка е сънят на Медора по музика на ноктюрно от Шопен. Добавени са и дивертисменти за османски, персийски и арабски роби в картината на пазара в първо действие.
Постановката на Горски остава в репертоара на Болшой до 1927 г., след което се поставят само части до новата постановка на Константин Сергеев през 1992 г.
Последните години се играе редакцията на Алексей Ратмански и Юрий Бурлака.

### Постановки в САЩ
След изваждането на балета от репертоара на Парижката опера през 1867 г., той е почти напълно непознат за публиката по света (с изключения на отделни танци или вариации, които са редовно изпълнявани по балетни конкурси).
Първата постановка на балета в САЩ е на 3 юли 1989 г. при гостуването на Кировския балет в Метрополитън Опера в Ню Йорк. В ролите са Алтънай Асилмуратова и Евгени Неф.
Първата американска постановка е на Бостънския балет. Премиерата е на 27 март 1997 г. в Уонг Сентър в Бостън.

### Постановки в България
Премиерата на балета в България е през 1968 г. на сцената на Ванинската опера. Постановката е на Галина и Стефан Йорданови.
Премиерата на софийска сцена е на 24 ноември 2017 г. Хореографията е на Елдар Алиев (с използване на фрагменти от хореографията на Мариус Петипа). Художествен ръководител на балета – Сара-Нора Кръстева. Сценография – Семьон Пастух. Художник по костюмите – Галина Соловьова. Диригенти – Борис Спасов, Жорж Димитров.
В ролите:
- Конрад – Цецо Иванов, Никола Хаджитанев, Александър Александров, Емил Йорданов
- Медора – Катерина Петрова, Марта Петкова, Боряна Петрова, Памела Пандова
- Гюлнара – Марта Петкова, Боряна Петрова, София Цуцакова, Венера Христова
- Ланкедем – Александър Александров, Никола Хаджитанев, Джон Абенанти
- Одалиски – Боряна Петрова, Памела Пандова, Венера Христова, Вяра Иванчева, София Цуцакова
- Сеид паша – Трифон Митев, Росен Канев, Кирил Иванов

- Перина Леняни и Олга Преображенска в картината „Оживялата градина“, 1899 г.
- Олга Преображенска в ролята на Медора, Мариински театър, 1899 г.
- Декор за оригиналната постановка в Париж, 1856 г.
- Декор за Пазарния площад, Париж, 1856 г.
- Зъчен Лян, При дьо Лозан, 2010 г.